# Vaz Lobo
Vaz Lobo é um bairro situado na Zona Norte do município do Rio de Janeiro.
Seu IDH, no ano 2000, era de 0,807, o 83º melhor do município do Rio de Janeiro. Localiza-se entre os bairros de Rocha Miranda, Cavalcanti, Vicente de Carvalho, Irajá, Madureira e Turiaçu.

## História
A história do bairro de Vaz Lobo remonta no início do século XIX, eram terras da antiga sesmaria de Campinho e pertencia ao Capitão Francisco Inácio do Canto. Anos mais tarde, foi vendida para terceiros. Na metade do século XIX, a área de Vaz Lobo era predominantemente ocupada por  chácaras - uma delas pertencente à família Machado e ao militar reformado José Maria Vaz Lobo. No inicio do século XX, o bairro ainda possuía características rurais. O solo da região era bem pantanoso, e a vegetação constituía-se basicamente de uma densa mata, com inúmeras árvores frutíferas, principalmente  mangueiras. A partir da década de 1910, os antigos bondes começaram a circular pelo bairro. No início dos anos 1920, as ruas do bairro começaram a ser abertas e construíram-se as primeiras casas de alvenaria. Foi apenas no início da década de 1970 que as ruas foram pavimentadas, e o asfalto começou a chegar no bairro.
Em Vaz Lobo, há um  grande  templo católico (Igreja de Cristo Rei) e umas das primeiras casas de candomblé da Zona Norte: Inzo, casa da nação Angola, fundada em 1966 e dirigida por Tata Biole de Nkosi. 
Também há diversos colégios de grande renome: Colégio Republicano (o mais antigo da região criado na década de 1930), Colégio Augusto Marques, Colégio Bahiense, Colégio Pirralho, a Escola Municipal Rosa Bettiato Zattera e a tradicional Escola Municipal Irmã Zélia, recentemente reformada e que é referência no ensino público da região. Em 2010, Vaz Lobo tornou-se sede da nova unidade da FAETEC.
Um dos maiores centros comerciais do Bairro é o Edifício Comercial Mahatma Gandhi, construído no início da década de 1980, na Avenida Ministro Edgard Romero. Ali se instalaram consultórios dentários, médicos, cursos de formação e aperfeiçoamento e salões de beleza, dentre outras atividades.
O bairro também abriga desde o final do século XIX, o Cine Vaz Lobo, antigo ponto de encontro da elite fluminense, sendo à época bastante frequentado pela burguesia proveniente da Zona Sul carioca.[carece de fontes?] Vaz Lobo fez nascer o carnaval, sendo o berço de origem de uma das escolas de samba mais antigas do Brasil, a União de Vaz Lobo. Em 2017 foi fundada mais uma escola de samba no bairro a Renascer de Vaz Lobo.[carece de fontes?]
No início do século XX, Vaz Lobo era o ponto final de várias linhas de bondes . 
A atriz Glória Pires já gravou um comercial em  Vaz Lobo. Vale lembrar que esta atriz, nasceu e foi criada no bairro. Outra personalidade, ex-moradora do bairro, é a ex-apresentadora do Jornal Nacional, da Rede Globo, Fátima Bernardes, que nasceu em 1962, na Rua Tarira, próximo à Avenida Vicente de Carvalho. Sua família mudou-se depois para o bairro do Méier.

## Cine Vaz Lobo
O antigo Cinema de Vaz Lobo é o maior símbolo do bairro foi construído em 1941 pelo imigrante português Antônio Mendes Monteiro que, em 1939, adquiriu uma área triangular, fronteiriça ao Largo, entre a atual Avenida Vicente Carvalho e a Rua Oliveira Figueiredo, nela construindo uma sala com capacidade de 1.800 lugares.
Para cobri-la, ergueu-se uma a laje que, à época, foi o maior vão livre do subúrbio. O prédio, em estilo Art Déco tardio, valorizava o espaço urbano do largo de Vaz Lobo (que foi removido nas obras da TransCarioca) por sua configuração artística, marcando a fisionomia do bairro.
Foi inaugurada em 1941 na presença da então primeira-dama Darci Vargas (esposa de Getúlio Vargas), o cinema virou um ponto de encontro da elite carioca e a grande referência cultural do bairro.
Com a decadência dos cinemas de rua do Rio de Janeiro o Cine Vaz Lobo fechou as portas definitivamente em 1986, mas sua preservação se deu ao empenho de Monteiro antigo dono do cinema e que não aceitou vende-lo para servir como um templo religioso.
Em 2009 o proprietário do imóvel Antônio Monteiro faleceu o que deixou o destino do imóvel indefinido, junto a isso o projeto inicial da TransCarioca era de demolir o local para passar o corredor expresso dos ônibus e construir uma praça. Alguns moradores do bairro e pesquisadores locais em conjunto com a Secretaria Municipal de Cultura do Rio de Janeiro se mobilizaram para impedir a destruição do patrimônio que é o antigo cinema, dando outro projeto para o percurso do corredor do BRT e dando planos para a revitalização do Cine Vaz Lobo como um Cine-Teatro.
O recentemente criado Instituto Histórico e Geográfico Baixada de Irajá (IHGBI) “pilota” o Movimento Cine Vaz Lobo, que tem por objetivo conservar e recuperar o prédio e transformá-lo em Centro Cultural de artes cênicas e audiovisuais.

## Transporte
O bairro tem três avenidas principais, a Ministro Edgard Romero que liga o bairro até Madureira e onde passa a linha da TransCarioca, a Avenida Monsenhor Félix (antiga Estrada de Irajá) que liga o bairro até Irajá e a Avenida Vicente de Carvalho que liga Vaz Lobo ao bairro homônimo da avenida e onde também passa o corredor do BRT. As três se encontram onde se localiza o Cine Vaz Lobo e ao Largo de Vaz Lobo.
Vaz Lobo passou por uma grande transformação, onde ocorreram inúmeras demolições de imóveis para a passagem do corredor expresso Transcarioca, que fez uma evolução sócio-econômica na cidade e particularmente nos bairro onde ele passa, atraindo novos investimentos comerciais e imobiliários para Vaz Lobo, melhorando a infraestrutura e oferecendo uma melhor qualidade de vida aos seus habitantes e visitantes.

#### Ônibus que passam pelo bairro
- 296 (Irajá — Castelo) via Del Castilho
- 355 (Madureira — Tiradentes)
- 560L (Caxias — Méier) via Engenhão
- 560L (Caxias — Méier) via Norte Shopping
- 561L (Caxias — Freguesia)
- 568L (Caxias — Praça Seca) via Vaz Lobo
- 708D (Tribobó — Madureira)
- 709 (Cascadura — Amarelinho)
- 711 (Rio Comprido — Rocha Miranda) via Maracanã
- 712 (Cascadura — Irajá)
- 718D (Alcântara — Madureira) via Praça das Nações
- 719D (Alcântara — Madureira) via Lobo Júnior
- 721 (Cascadura — Vila Cruzeiro)
- 774 (Madureira — Jardim América)
- SV774 (Madureira — Jardim América) via Via Brasil Shopping
- 775 (Madureira — Jardim América)
- 781 (Cascadura — Marechal Hermes) via Praça Seca
- 782 (Cascadura — Marechal Hermes) via Rocha Miranda
- 918 (Bangu — Bonsucesso
- 926 (Senador Camará — Penha)
- 940 (Madureira — Ramos)
- 942 (Pavuna — Penha)
- BRT TransCarioca (Parador) — Estação Vaz Lobo
- BRT TransCarioca (Parador) — Estação Vila Queiroz

## Localização
O bairro de Vaz Lobo faz parte da região administrativa de Madureira. Os bairros integrantes dessa região administrativa são: Bento Ribeiro, Campinho, Cascadura, Cavalcante, Engenheiro Leal, Honório Gurgel, Madureira, Marechal Hermes, Osvaldo Cruz, Quintino Bocaiuva, Rocha Miranda e  Turiaçu.